# Poslanska skupina Svoboda
Poslanska skupina Svoboda je ena od poslanskih skupin v Državnem zboru Republike Slovenije. Ustanovljena je bila 20. maja 2022, sestavljajo pa jo poslanci, izvoljeni na listi stranke Gibanje Svoboda. Z 41 člani na začetku mandata je bila največja poslanska skupina v zgodovini Republike Slovenije. Člani poslanske skupine so lahko tudi poslanci, ki niso člani Gibanja Svoboda; takšen primer je bila Mojca Šetinc Pašek, ki je bila iz stranke izključena, a nekaj časa še ostala članica poslanske skupine Svoboda.
Poslansko skupino trenutno sestavlja 39 poslancev.

## Sestava

### Mandat 2022–
- Borut Sajovic - vodja poslanske skupine
- Katarina Štravs
- Alma Intihar
- Andreja Kert
- Sandra Gazinkovski
- Robert Janev
- Tamara Kozlovič - namestnica vodje
- Mateja Čalušić
- Andreja Živic
- Matej Arčon
- Mojca Šetinc Pašek - postala nepovezana poslanka
- Lucija Tacer
- Robert Golob
- Lenart Žavbi
- Urška Klakočar Zupančič
- Miroslav Gregorič
- Martin Premk
- Mirjam Bon Klanjšček
- Tereza Novak - namestnica vodje
- Monika Pekošak
- Miha Lamut
- Janja Sluga
- Aleš Rezar
- Dean Premik
- Dušan Stojanovič
- Jožica Derganc
- Nataša Avšič Bogovič
- Tamara Vonta
- Franc Props
- Gašper Ovnik
- Teodor Uranič
- Andreja Rabenšu
- Lena Grgurevič
- Barbara Kolenko Helbl
- Rastislav Vrečko
- Martin Marzidovšek
- Sara Žibrat
- Tine Novak - prestopil v PS NP
- Vera Granfol
- Darko Krajnc
- Dejan Zavec
- Bojan Čebela - nadomestil Roberta Goloba
- Aleksander Prosen Kralj - nadomestil Mateja Arčona
- Tomaž Lah - nadomestil Barbaro Kolenko Helbl
- Jurij Lep - nadomestil Martina Marzidovška
- Dejan Süč - nadomestil Dejana Zavca
- Jernej Žnidaršič - nadomestil Franca Propsa
- Uroš Brežan - nadomestil Matejo Čalušić
- Branko Zlobko - nadomestil Moniko Pekošak